# Liga de la Justicia Unida
La Liga de la Justicia Unida o LJU es un supergrupo de superhéroes publicados por la editorial DC Comics. El equipo fue creado por Jeff Lemire y Mike McKone. Al mismo tiempo apareció como serie mensual del mismo nombre como Liga de la Justicia Unida #0 (abril de 2014), el equipo cuenta con los personajes de DC Comics como son Adam Strange, Animal Man, Equinox, Flecha Verde, Hawkman, el Detective Marciano, Stargirl y Supergirl. Este equipo surge a raíz de las consecuencias del evento Forever Evil (Maldad Eterna), a raíz de la disolución del equipo de la Liga de la Justicia de América por parte del gobierno de los Estados Unidos el cual este manejaba.

## Historia de la publicación
En agosto de 2013, se anunció que el escritor de "Maldad Eterna", el escritor Jeff Lemire y artista Mike McKone continuarían la serie Liga de la Justicia de América, pero renombrándola como Liga de la Justicia Canadá, ya que la serie se llevaría a cabo en Canadá. Los personajes Adam Strange y un carácter completamente nuevo de origen canadiense se unirían al equipo.
En diciembre de 2013, Lemire reveló que Animal Man sería una miembro del equipo, tras la cancelación de su título en solitario del mismo nombre, que también fue escrito por Lemire.
Sin embargo, en enero de 2014, se anunció que serie de la Liga de la Justicia de América ya no sería renombrada, en lugar sería relanzada en abril de 2014 como Liga de la Justicia de Unida numerándola desde el número cero. Adam Strange, Animal Man, Equinox, Flecha Verde, Hawkman, el Detective Marciano, Stargirl y Supergirl también formarían parte de esta transición de la serie, con Supergirl y Animal Man incorporándose como nuevos miembros. Además, se integraría al equipo un metahumano canadiense, llamado Miiyahbin Marten, un joven de 16 años de edad, hijo de una comunidad canadiense Moose Factory, con nombre en clave Equinox. Sus poderes provienen poder de la Tierra y cambian con las estaciones.

## Miembros del Equipo
- Adam Strange
- Animal Man
- Equinox
- Flecha Verde
- Hawkman
- Detective Marciano
- Mera
- Stargirl
- Supergirl